# Colombia Humana
Colombia Humana est un mouvement politique colombien fondé en 2011 sous le nom de Movimiento Progresistas. Le mouvement entend promouvoir la protection de l'environnement, l'indépendance de la justice, la lutte contre la corruption et des réformes en faveur de la  justice sociale.

## Histoire
Le candidat de Colombia Humana, Gustavo Petro, atteint le second tour de l'élection présidentielle en 2018. Il s'agit d'une première pour la gauche colombienne, longtemps rejetée à la marge de la vie politique du pays selon l’argument qu'elle était irrémédiablement liée à la lutte armée. D'après le politologue Yann Basset, « le premier tour a montré qu’on ne vote plus désormais en Colombie en fonction des réseaux clientélistes, mais qu’il existe un vote d’opinion, une citoyenneté civique, et c’est un vrai changement politique ». Gustavo Petro défend notamment la gratuité de l’enseignement, le respect des accords de paix avec les FARC et un système économique plus respectueux de l’environnement. Présenté par la plupart des médias colombiens comme un « populiste de gauche » qui mènerait son pays à la ruine comme le Venezuela, Petro est largement devancé au second tour par son adversaire conservateur Iván Duque, élu avec 54 % des voix,.
Le parti est régulièrement la cible de menaces d'organisations paramilitaires, en particulier les Águilas Negras. Plusieurs des figures connues du parti comme Gustavo Petro, Gustavo Bolívar et Hollman Morris ont été menacées de mort. Une dizaine de militants ont été assassinés au cours de l'année 2020.
Cependant, cela n'empêche pas le candidat de Colombia Humana, Gustavo Petro, de remporter l'élection présidentielle en 2022, à la suite de la création d'une large coalition de gauche, le Pacte historique.